# ヴィーデンザール
ヴィーデンザール (ドイツ語: Wiedensahl) は、ドイツ連邦共和国ニーダーザクセン州シャウムブルク郡のフレッケン（古くから市場開催権など一定の自治権を認められていた町。以下、本項では便宜上「町」と記述する）で、1974年からザムトゲマインデ・ニーデルンヴェーレンを構成する自治体の一つである。
村落構造は「ハーゲンフーフェンドルフ」（列村の一種で、通りの一方に農場、他方にその所有者や管理者の館が柵で区切られて列状に連なる形の村落構造）であり、メインストリート沿いに形成されていった。昔はほぼ例外なく農業に従事する農村であったが、現在ではシャウムブルク地方の典型的なベッドタウンとなっている。
ヴィーデンザールはヴィルヘルム・ブッシュの生誕地として知られている。生家はヴィルヘルム・ブッシュ博物館となっており、旧牧師館前には記念碑が建てられていて、ヴィルヘルム・ブッシュをテーマとする旧跡を巡る周遊路が設けられている。

## 歴史
ヴィーデンザール (Wiedensahl) は1250年頃からたびたび文献に記録されているが、その表記は主に "widensole" である。Widensoleは「水が流れる牧草地に囲まれた低地」を意味する。これを「聖なる湖」 (geweihter See) に由来するという解釈は誤解である。
Widensole は、1253年頃に計画的なハーゲンフーフェンドルフとして設けられた。特徴は、農場が池のある村の共有地の両側に位置していることである。
1253年、ミンデン司教はそれまで貴族家のコンラート・フォン・ヘーメルシュプリンゲがレーエンとして領していた "widensole" の十分の一税徴収権をロックム修道院に寄贈した。1640年頃にアルノルト・シュパヌートによって書かれた "Nachrichtung des freien Kellnerey Hofes zu Wiedensahl" は、初めヴィーデンザールには1棟のヒツジ小屋と1人の羊飼いがいるだけだったと記している。その後ロックム家によって森が切り開かれ、多くの農場が建設された。1287年にはこの町の旧礼拝堂が教区教会となった。この教区はケラーライ農場の土地を半分所有した。整理番号 Nr. 358 の文書によればヴィーデンザールの礼拝堂は1277年にはすでにヴィントハイムの教会から独立した存在であった。1459年に書かれ、1694年に手が加えられた "Fundatio Ecclesiae Wiedensalianae" は、1275年にミンデン司教オットーがヴィーデンザーレに礼拝堂と塔を建立するための石材と漆喰を寄贈したと記している。
アルベルト・ハーン牧師は、1899年に書いた著書 "Geschichte des im Stiftsbezirke Lokkum gelegenen Fleckens Wiedensah" の中で、ヴィーデンザールの池の畔にゲルマン人の聖域、貴族の館、城砦があったと記している。そしてこの貴族は777年にはすでにキリスト教に帰依して礼拝堂を建設した。1275年には昔からの礼拝堂の隣に教会堂が増築されたのだというのである。しかし、こうしたハーンの主張には何の根拠もないばかりか、一部は現存する文書と矛盾すらしている。ハーンによる「聖なる湖」という地名の解釈も、既述の通り、誤りである。
中世初期、この村は常にミンデン司教、シャウムブルク家、ロックム修道院の紛争の的であった。最終的には1640年にロックム修道院の所領となった。ヴィーデンザールは、三十年戦争の影響で甚大な被害を受けた。戦争末期にヴィーデンザールはカレンベルク伯のアムト・ボーケローに属した。この村は18世紀には主に手工業によって慎ましやかな生計を立てていた。
ロックム修道院は1841年に廃止されるまでヴィーデンザールの地主であった。しかし、司法権や君主権は、シャウムブルク伯、ホーヤ伯、ミンデン司教、ヴェルフェン家の間で時代とともに変遷していった。

### 農場の数
13世紀にはすでに、この村には32の農場（司祭農場や修道院農場を含む）があった。14世紀に廃村になった村ヴァーゲンローデ（ロックムとヴィーデンザールとの間にあった）から5人の入植者がやってきた。農場の分割や、さらなる森の開墾により世帯数はかなり増加し、1750年までに118世帯となっていた。ヴィーデンザールでは村の南端から通りの西側に列状に家が建てられて行き、その後通りの反対側にもやはり南から家が建設されていった。

### 職業
わずかな土地しか持たない家族は、しばしば手工業を修得した。1843年には73人の「生計を営む人物」が修道院裁判所に登録されていた。1780年に村の靴屋が当局からギルトの免許状を得た。これはロックム修道院の所領内で唯一のギルドである。蒸留権およびビール製造権や、医師、薬剤師、観光業者の免許の授与により、カレンベルク（特にロックム修道院所領内）では設立された業者での競争はほとんど起こらなかった。客は主にヴェストファーレンやビュッケブルクの外からやって来た。1824年からヴィーデンザールでは年の市が許可されていた。

## 行政

### 議会
ヴィーデンザールの町議会は11議席からなる。

## 文化と見所

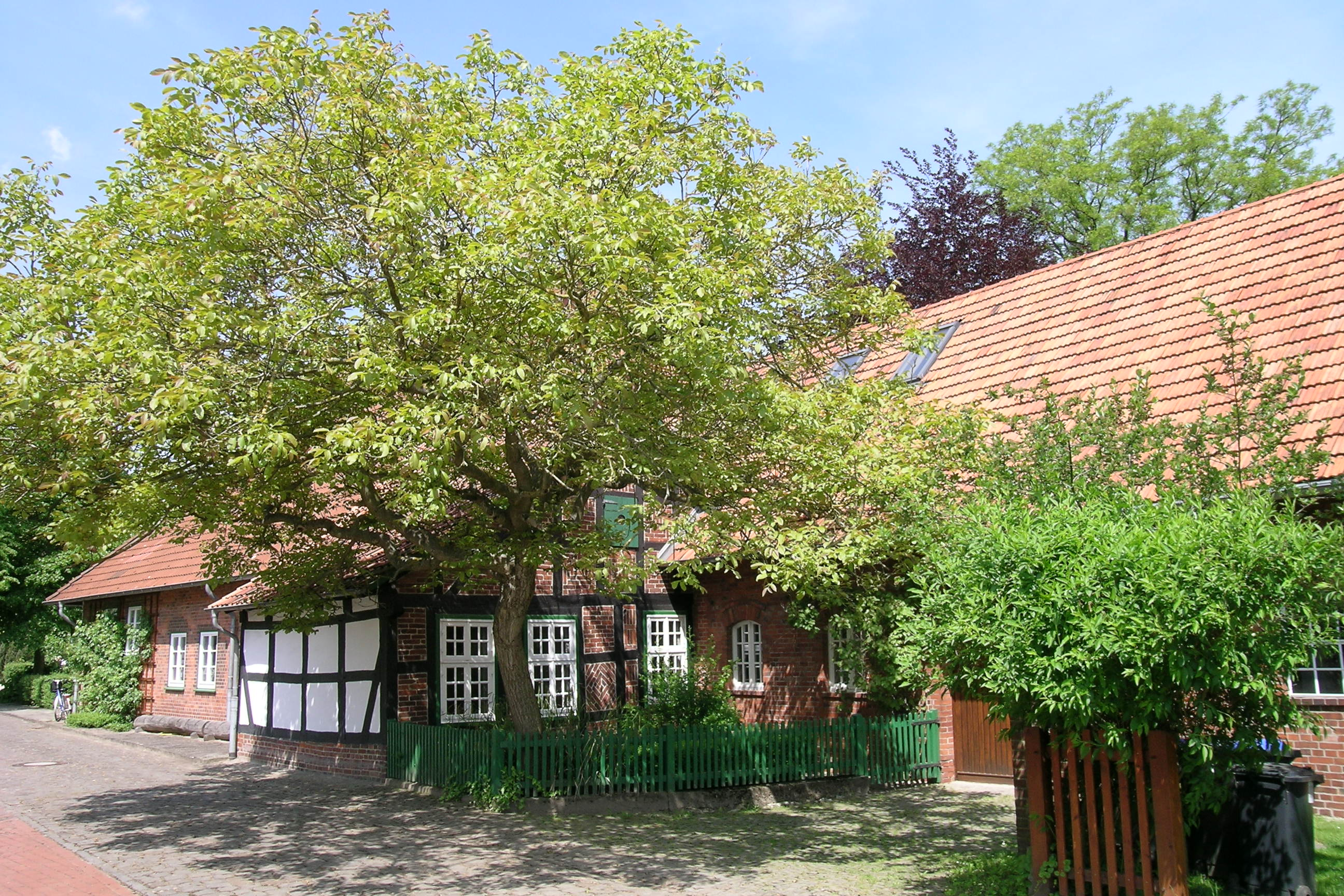
ヴィルヘルム・ブッシュの生家

### 博物館
- ヴィルヘルム・ブッシュの生家
- 旧牧師館の博物館
- 十分の一税倉庫博物館

### 建築
- 聖ニコライ教会とその墓地

## 人物

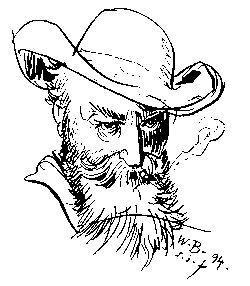
ヴィルヘルム・ブッシュの自画像

- ヴィルヘルム・ブッシュ（1832年 - 1908年）風刺画家、詩人

## 引用
1. ↑  Landesamt für Statistik Niedersachsen, LSN-Online Regionaldatenbank, Tabelle A100001G: Fortschreibung des Bevölkerungsstandes, Stand 31. Dezember 2023
2. ↑   ハーゲンフーフェンドルフの模式図
3. ↑  Lübben, August, Mittelniederdeutsches Wörterbuch, Bremen 1880.
4. ↑  Blohm, Richard, Die Hagenhufendörfer in Schaumburg-Lippe, Verlag Gerhard Stalling, Oldenburg i.O. 1943.
5. ↑  von Hodenberg, Wilhelm (Hrsg.), Calenberger Urkundenbuch, Dritte Abteilung: Archiv des Stifts Loccum, Heft 1 bis zum Jahre 1300, Hannover 1858, S. 118, Urk. 171.
6. 1 2  Im Pfarrarchiv Wiedensahl.
7. ↑  von Hodenberg, wie oben, S. 231, Urk. 358.